# Syndrome d'Omenn

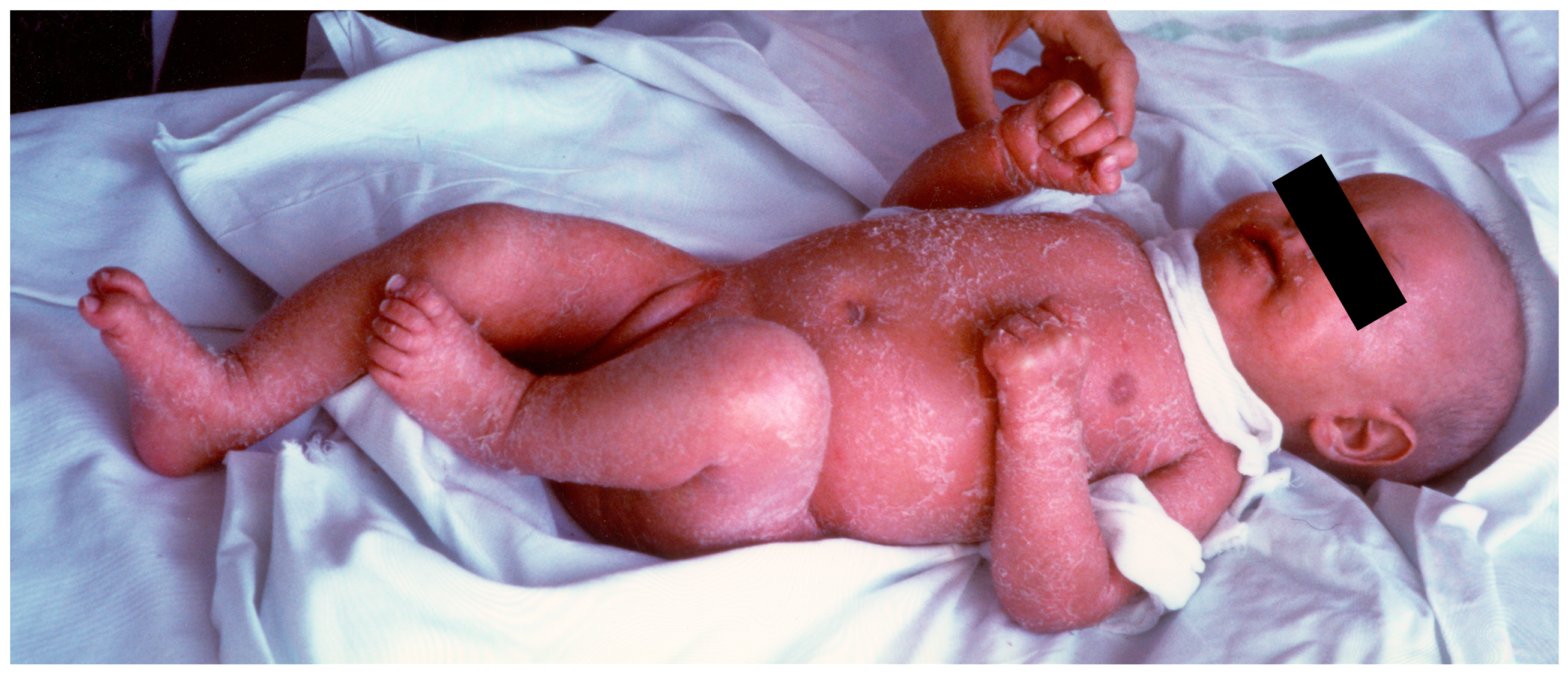
Image d'une enfant de 5 mois atteinte du syndrome d'Omenn

Le syndrome d'Omenn ou déficit immunitaire combiné avec éosinophilie est un déficit immunitaire combiné sévère (DICS) de transmission autosomique récessive. 
Elle affecte le bon fonctionnement des gènes codant RAG-1 et RAG-2, spécifiquement exprimés dans les lymphocytes, provoquant un arrêt de leur développement. Bien qu'il s'agisse d'un déficit immunitaire combiné sévère, le taux de lymphocytes peut être élevé ou normal.
Cliniquement, la syndrome d'Omenn implique une susceptibilité accrue aux infections opportunistes et, elle présente aussi des particularités proches du rejet de greffe (éruptions cutanées, éosinophilie, diarrhées, gonflement des ganglions lymphatiques..) en raison de la présence de quelques lymphocytes T qui peuvent être auto-réactifs car leur TCR n'a pas subi de tolérisation.
Le syndrome doit son nom à G.S. Omenn, un médecin américain (1965)